# Phalops smaragdinus
Phalops smaragdinus är en skalbaggsart som beskrevs av Edgar von Harold 1875. Phalops smaragdinus ingår i släktet Phalops och familjen bladhorningar. Inga underarter finns listade i Catalogue of Life.